# Орлеанский дом
Орлеанский дом — название некоторых ветвей дома Капетингов: в XV веке — династии Валуа, с XVII века — династии Бурбонов.
Графство Орлеанское — старинное владение французских королей — с 1344 года было несколько раз пожаловано младшим сыновьям королевского дома с предоставлением титула герцога.

## Первая креация
Первым герцогом Орлеанского дома был Филипп (1336—1375), 4-й сын короля Филиппа VI, не оставивший потомства.

## Вторая креация
После смерти Филиппа, Карл VI отдал герцогство своему брату Людовику (1372—1407), родоначальнику Орлеанской ветви дома Валуа. Герцог Людовик, пользовавшийся расположением королевы Изабеллы, в 1404 году, вследствие слабоумия Карла VI, был назначен правителем государства. Своей расточительностью и тяжкими поборами он возбудил мятеж в Париже, во главе которого стал герцог Иоанн Бесстрашный. Людовик был убит, оставив, от брака с миланкой Валентиной Висконти, 5 сыновей и 3 дочери.
Претензии потомков Людовика и Валентины на наследство Миланского герцогства явились предпосылкой Итальянских войн. Их старший сын Карл, герцог Ангулемский (1391—1465) стал третьим герцогом Орлеанским. Когда сын Карла Людовик в 1498 году вступил на французский престол под именем Людовика XII владения Орлеанского дома вновь соединились с французской короной.

Затем герцогством Орлеанского дома владели, до восшествия на престол, Генрих II, Карл IX и Генрих III. 
Представителями Орлеанского дома также можно считать потомков графа Жана де Дюнуа (1402—1468) — узаконенного внебрачного сына герцога Людовика I. Они владели графством Лонгвиль, которое Людовик XII повысил до степени герцогства.

## Третья креация
Людовик XIII отдал в 1626 году герцогство Орлеанское и графство Блуа своему брату Гастону (1608—1660). Противник кардинала Ришельё, герцог Гастон Орлеанский несколько раз вынужден был бежать из Франции; в войнах Фронды он неоднократно переходил с одной стороны на другую. В 1652 году он вербовал армию для принца Конде; когда король и Мазарини одержали верх, он был изгнан в свой замок Блуа, где и умер. Дочерью его от первого брака с Марией Монпансье была Анна, герцогиня Монпансье (1627—1693), известная как Гранд Мадемуазель. Во второй раз Гастон Орлеанский был женат на Маргарите Лотарингской.

## Четвёртая креация
После смерти Гастона, Людовик XIV отдал герцогство Орлеанское своему брату Филиппу (1640—1701), родоначальнику существующей теперь Бурбон-Орлеанской линии.
Герцог Филипп I получил во владение также герцогство Валуа, Шартр, Немур и Монпансье. Он принимал участие в нидерландских походах; отозванный братом из ревности к его успехам, он вел затем жизнь рассеянную и невоздержанную. От первого брака с Генриеттой Стюарт у него были две дочери: Мария Луиза (1662—1689), была замужем за королём Испании Карлом II, потомства не оставила и Анна Мария (1669—1728) — за герцогом Савойским Виктором-Амадеем II.
Сын Филиппа Орлеанского от второго брака с Елизаветой Пфальцской, Филипп, герцог Шартрский (1674—1723), в качестве герцога Орлеанского известен как Филипп II, а в истории Франции — как регент. Богато одаренный от природы, он с ранней молодости отличался чрезвычайной распущенностью. При осаде Монса, в битвах при Стеенкеркене и Неервиндене он проявил большое мужество. В войне за испанское наследство он при Турине проиграл сражение принцу Евгению, но одержал ряд побед в Испании. Завоевав Валенсию и Арагонию, он в 1708 году вступил в Мадрид. Здесь он завел тайные переговоры, надеясь добиться для себя испанской короны, но был отозван во Францию. После смерти Людовика XIV (1715) он, за малолетством короля Людовика XV, сделался регентом Франции.
От брака Филиппа II с Франсуазой Марией (1677—1749) Мадмуазель де Блуа, побочной дочерью Людовика XIV (от г-жи Монтеспан), родился Людовик I, герцог Орлеанский (1703—1752), который рано потеряв жену, провел большую часть жизни в аббатстве св. Женевьевы, предаваясь ученым занятиям.
Ему наследовал его сын Луи-Филипп (1725—1785), в молодости принимавший участие в нидерландских походах (1742—1744), а в зрелом возрасте особенно интересовавшийся сценическим искусством. Человек очень просвещенный, он первый во Франции сделал своим детям прививку от оспы.
Сын последнего, Луи-Филипп-Жозеф (1747—1793), известен под именем Филиппа-Эгалите.
Сын Филиппа Эгалите Луи-Филипп I, возведен Июльской революцией на французский престол.
От Марии-Амалии, принцессы Сицилийской, Луи-Филипп I имел 8 детей. Старший сын Фердинанд, герцог Шартрский (1810—1842), а после восшествия отца на престол — герцог Орлеанский и наследный принц, получил хорошее образование; участвовал в 1835—1840 годах в действиях алжирской армии. Он погиб в результате несчастного случая, выпрыгнув из экипажа, лошади которого понесли. Внезапная смерть популярного принца оказалась сильным ударом для Орлеанской династии.
Другие четверо сыновей:
- Луи Орлеанский, герцог де Немур,
- Франсуа Орлеанский, принц де Жуанвиль,
- Генрих Орлеанский, герцог Омальский
- Антуан Орлеанский, герцог де Монпансье,

и три дочери:
- Луиза Мария — супруга бельгийского короля Леопольда I,
- Мария — была замужем за герцогом Александром Вюртембергским,
- Клементина — супруга принца Августа Саксен-Кобург-Готского, мать царя Болгарии Фердинанда I[5].

От брака с Еленой, принцессой Мекленбургской, Фердинанд имел двух сыновей: Луи-Филиппа (1838—1894), графа Парижского, претендента на Французский престол и Роберта (1840—1910), герцога Шартрского.
После смерти графа Парижского главой Орлеанского дома считался его сын Луи-Филипп-Робер, герцог Орлеанский (1869—1926), в 1896 году женившийся на эрцгерцогине австрийской Марии-Доротее. Он умер бездетным и титул главы Орлеанского дома перешёл к мужу его сестры Изабеллы — их двоюродному брату Жану (1874—1940), сыну Роберта, герцога Шартрского.
Сегодня главой дома является их правнук — претендент на французский престол принц Жан Орлеанский (род. 1965).

## Ныне существующие ветви дома
- Старшая ветвь, потомки Фердинанда Орлеанского. Главы этой ветви являются претендентами на трон Франции.
- Ветвь Орлеанских-Браганса, потомки Луи Орлеанского, герцога де Немур, старший сын которого Гастон (1842—1922) женился на Изабелле Браганса (1846—1921), императорской принцессе Бразилии. В данный момент эта ветвь разделена на две, и их главы оспаривают статус наследника бразильского престола.
- Ветвь Орлеанских-Галлиера, потомки Антуана Орлеанского (1824—1890), носили титул инфантов Испании до 1997 года.